# Bence Pásztor
Bence Pásztor (ur. 5 lutego 1995) – węgierski lekkoatleta specjalizujący się w rzucie młotem.
7 lipca 2010 w Veszprémie ustanowił młotem o wadze 4 kilogramów nieoficjalny rekord świata piętnastolatków osiągając wynik 85,49. W 2011 sięgnął po złoty medal mistrzostw świata juniorów młodszych oraz wygrał festiwal młodzieży Europy. Wicemistrz świata juniorów z Barcelony (2012). Rok później wywalczył srebro juniorskich mistrzostw Europy. W 2014 zdobył swój drugi srebrny medal juniorskich mistrzostw świata. Brązowy medalista młodzieżowych mistrzostw Europy w 2015 roku w Tallinnie i srebrny w 2017 roku w Bydgoszczy.
Reprezentant kraju w pucharze Europy w rzutach.
Rekordy życiowe: młot seniorski o wadze 7,26 kg – 75,74 (7 czerwca 2015, Veszprém); młot o wadze 6 kg – 80,29 (15 czerwca 2014, Budapeszt); młot o wadze 5 kg – 84,41 (28 lipca 2011, Trabzon).

## Osiągnięcia
| Rok  | Impreza                               | Miejsce    | Pozycja              | Wynik |
| ---- | ------------------------------------- | ---------- | -------------------- | ----- |
| 2011 | Mistrzostwa świata juniorów młodszych | Lille      | 1. miejsce           | 82,60 |
| 2011 | Olimpijski festiwal młodzieży Europy  | Trabzon    | 1. miejsce           | 84,41 |
| 2012 | Mistrzostwa świata juniorów           | Barcelona  | 2. miejsce           | 76,74 |
| 2013 | Mistrzostwa Europy juniorów           | Rieti      | 2. miejsce           | 77,35 |
| 2014 | Zimowy puchar Europy w rzutach        | Leiria     | 5. miejsce (U-23)    | 67,08 |
| 2014 | Mistrzostwa świata juniorów           | Eugene     | 2. miejsce           | 79,99 |
| 2015 | Zimowy puchar Europy w rzutach        | Leiria     | 1. miejsce (U-23)    | 72,94 |
| 2015 | Młodzieżowe mistrzostwa Europy        | Tallinn    | 3. miejsce           | 74,06 |
| 2015 | Mistrzostwa świata                    | Pekin      | el. – 28. miejsce    | 71,14 |
| 2016 | Mistrzostwa Europy                    | Amsterdam  | el. – 17. miejsce    | 71,20 |
| 2017 | Puchar Europy w rzutach               | Las Palmas | 2. miejsce (grupa B) | 69,80 |
| 2017 | Młodzieżowe mistrzostwa Europy        | Bydgoszcz  | 2. miejsce           | 71,51 |
| 2018 | Puchar Europy w rzutach               | Leiria     | 7. miejsce (grupa B) | 68,94 |
| 2018 | Mistrzostwa Europy                    | Berlin     | el. – 26. miejsce    | 69,66 |
| 2019 | Puchar Europy w rzutach               | Šamorín    | 12. miejsce          | 71,25 |